# Steeg (Neustadt (Wied))
Steeg ist ein Ortsteil von Neustadt (Wied) (Verbandsgemeinde Asbach) im Landkreis Neuwied in Rheinland-Pfalz.
Bis zum 1. Januar 1969 gehörte Steeg zur dann aufgelösten Gemeinde Elsaffthal. Steeg geht südlich nahtlos in das etwa doppelt so große Nachbardorf Wiedmühle über, welches von der Wied sowie deren Zufluss Pfaffenbach durchflossen wird.
Der Ort liegt 5 Kilometer entfernt von der Grenze zu Nordrhein-Westfalen.

## Geographie
Steeg liegt 2 km westlich des Hauptortes Neustadt sowie direkt an der A3. Autobahnanschlussstellen in der Nähe sind Neustadt (Wied) (Richtung Frankfurt am Main) sowie Bad Honnef/Linz (Richtung Köln).
Die umliegenden Städte Linz am Rhein (10 km), Bad Honnef (13 km), Bad Hönningen (13 km), die Kreisstadt Neuwied (20 km) und Bonn (25 km), jeweils Luftlinie zum Zentrum, sind von Steeg aus gut erreichbar.

## Verkehr und Infrastruktur
Neben der A3 führt die Schnellfahrstrecke Köln–Rhein/Main der Deutschen Bahn an Steeg vorbei sowie die 110-kV-Bahnstromanlage Orscheid–Montabaur.